# Kineburga
Kineburga, Cymbarka – imię żeńskie pochodzenia staroangielskiego (Cyneburgh: cyne – "królewski" i burh – "zamek, twierdza"). Patronką tego imienia jest św. Kineburga z Mercji (w Anglii), córka króla Pendy, męczennica, zmarła w roku 680.
Imię Cymbarka pojawiło się w rodzie Piastów. Imię to nosiła Cymbarka, córka Siemowita IV, księcia mazowieckiego, żona Ernesta Żelaznego z dynastii Habsburgów.
Inne pisownie imienia: Cymburga, Cimburgis, Zimburgis
- ang. Kinborough
- niem. Kuniburga
- wł. Cuneburga

Kineburga, Cymbarka imieniny obchodzi 6 marca i 25 czerwca.